# Febrerillo, el loco
Febrerillo, el loco es una obra de teatro en dos actos de los Hermanos Álvarez Quintero, estrenada en 1919.

## Argumento
Para sorpresa de su familia, que pensaba que hacía tiempo que había fallecido, Tirso regresa a su hogar tras una larga ausencia de años. Instalado cómodamente, y desde la experiencia que le da haber recorrido mundo, se apresta a revolucionar la rutinaria vida de cuantos le rodean.

## Personajes
- Tirso
- Aurelia
- Doña Mínima
- Florencia
- Laura
- Remigia
- Guzmán Araujo
- Don Albino de Juan
- Don Roque
- Honorito

## Estreno
- Teatro Lara, Madrid, 28 de octubre de 1919
  - Intérpretes: Emilio Thuillier (Tirso), María Palou (Aurelia), Leocadia Alba (Doña Mínima), Hortensia Gelabert (Florencia), Isabel Faure (Laura), Elisa Méndez (Remigia), Luis Manrique (Guzmán), Salvador Mora (Don Albino), Alfonso M. de Tudela (Don Roque), José Balaguer (Honorito).